# 北マリアナ諸島サッカー協会
北マリアナ諸島サッカー協会（きたマリアナしょとうサッカーきょうかい、Northern Mariana Islands Football Association、略称: NMIFA）は、北マリアナ諸島におけるサッカーの統括団体である。

## 概要
2005年に創設。2006年12月17日に東アジアサッカー連盟（EAFF）準加盟協会として承認され、2008年9月にEAFF正加盟協会となった。準加盟協会は総会における投票権は有しないが、その他は加盟協会と同様の権利をもつ。EAFF準加盟当時の北マリアナ諸島はオセアニアサッカー連盟（OFC）の準会員でもあった。
その後、2009年7月にアジアサッカー連盟（AFC）に準加盟が認められ、2020年12月のAFC総会で正加盟が認められた。国際サッカー連盟（FIFA）には未加盟である。

## 運営・組織
- 北マリアナ諸島サッカーリーグ
- サッカー北マリアナ諸島代表
- サッカー北マリアナ諸島女子代表